# La Tante de Frankenstein
La Tante de Frankenstein est une série télévisée en sept épisodes de 1987 réalisée par Juraj Jakubisko d'après les romans de l'auteur suédois Allan Rune Pettersson, lointainement inspirés du Frankenstein de Mary Shelley. La série était une coproduction allemande, autrichienne, tchécoslovaque, française, suédoise, italienne et espagnole.
En France, la série a été diffusée à partir du 6 février 1990 sur FR3.

## Synopsis
Alors que le docteur Henry Frankenstein, assisté de son aide Igor, s'apprête à donner vie à sa créature, il apprend la venue de sa tante. Cette dernière arrive dans le village où vit son neveu, et rencontre ses étranges habitants : un loup garou, une dame blanche, ou encore le comte Dracula. Elle fait aussi la connaissance de Max, un petit garçon qui a fui ses beaux-parents et qui se cache dans le château de Frankenstein.

## Distribution
- Viveca Lindfors : Hannah von Frankenstein
- Martin Hreben : Max
- Gerhard Karzel : Albert
- Barbara De Rossi : Klara
- Eddie Constantine : Alois - Water Spirit
- Flavio Bucci : Talbot - loup-garou
- Ferdy Mayne : Comte Dracula
- Mercedes Sampietro : Elisabeth
- Tilo Prückner : Sepp
- Bolek Polívka : Henry Frankenstein
- Marie Drahokoupilová : Mrs. Karch
- Gail Gatterburg : Bertha
- Sancho Gracia : juge d'investigation
- Jacques Herlin : Igor
- Andrej Hryc : Schmied
- Milan Lasica : professeur
- Roman Skamene : Hans

## Tournage
Les extérieurs ont été tournés au château de Hohenwerfen, situé dans la région du sud de Salzbourg.